# HLA-A19
HLA-A19 هو نمط مصلي من مستضد الكريات البيضاء البشرية-أ.